# Dajr ez-Zaur-i offenzíva (2017. január)
A 2017. januári Dajr ez-Zaur-i offenzíva egy olyan katonai offenzíva volt, melyet az ISIL hadereje indított a Szíriai Arab Erők ellen, hogy elfoglalhassa Dajr ez-Zaur városát.

## Előzmények
Dajr ez-Zaur az ugyanilyen nevű kormányzóság központja, mely egy kőolajban gazdag területen fekszik. A várost az ISIL 2015 óta ostrom alatt tartja. Becslések szerint 100.000 polgári lakos lehet a kormány ellenőrizte területeken. Az ISIL ellenőrizte területen még ezen felül 50.000 ember élt. A források nem értenek egyet abban, mikor vette kezdetét a város ostroma. Egyesek ezt arra a 2015. januári időpontra teszik, mikor az ISIL az összes, a városba vezető szárazföldi utat elfoglalta, míg mások szerint a város 2015. május, Palmüra első eleste óta van teljes ostrom alatt.
Az offenzívára akkor került sor, mikor a csoport a rakkai offenzíva és az török katonai beavatkozás miatt jelentős területeket veszített el, miközben Moszulnál az iraki seregek tőrnek egyre inkább előre.

## Az offenzíva
Az ISIL január 14-én indította el az offenzíváját, mely során az addigi legerősebb támadást vetette be a Szíriai Arab Hadsereg által ellenőrzött város ellen. Ebben legalább 12 katona és két polgári lakos vesztette életét, miközben a légi bombázások az SOHR adatai szerint az ISIL 20 harcosával végeztek. A támadás fő célja a Dajr ez-Zaur-i Repülőteret a várossal összekötő útvonal elvágása volt. Az Hadsereg azonban egy ellentámadásban visszaverte az ISIL előretörését. A csoport a város temetője környékén és a repülőtér környezetében szerzett meg területeket.
Az ISIL másnap folytatta az offenzíváját, és autóbombákat küldött egy a kormánypártok által felügyelt ellenőrző pontra. Ezután Tallat al-Brouk kerületet és Bagheliya várost kezdték lőni. Később, miután a kormányerőket kivonták onnét, mindkét részt elfoglalták. Eközben megrohamozták és elfoglalták a Damaszkusz felé vezető főút mellett fekvő Sakan al-Jahiziya kerületet is. Az ISIL a Jam’eyyat al-Rowwad mellett is nyert területeket, és elfoglalta a városra kilátást biztosító stratégiai fontosságú hegyet. Az SOHR eközben arról számolt be, hogy az Assad Kórház is a csoport kezére került, Helyi források szerint azonban ezt a hadsereg gyorsan visszafoglalta. Az Al-Masdar News helyiekre hivatkozva azt közölte, az épület soha nem volt az ISIL-é. A Szíriai Arab Légierő támogatását élvező Szíriai Arab Hadsereg a következő éjjel ellentámadást indított, és az ISIL-t elüldözték a frontvonaltól. A második nap végére az SOHR szerint több mint 80 ember meghalt, köztük 28 kormánypárti harcos, legalább 40 ISIL-felkelő és 14 polgári lakos.
Az ISIL január 16-án újabb támadást indított, és sikeresen elvágta az összeköttetést a repülőteret a várossal összekötő útvonalon. Így a kormány ellenőrzése alatt álló enklávét két részre osztotta. A csoport megszerezte az al-Jaryah lakóprojektet is. A kormányzóság temetője és a helyiek által Panoráma Körforgalomként ismert útkereszteződés környékén is heves harcok dúltak. Az ISIL még aznap megszerezte a temetőt. Az összecsapások következtében az ENSZ felfüggesztette az élelmiszerek légi utánpótlását.
Január 17-én a Szíriai Arab Hadsereg a szíriai és az orosz légierő segítségével ellentámadást indítottak az ISIL ellen. 2017. január 17-én éjszaka a szíri légierő nagyjából 200 fős erősítést tudott helikopterekkel bejuttatni az ostromlott városba.
Január 18-án a hírek szerint a harcok központja Dajr ez-Zurtól északra, Tal Barouk és az egyetemi lakóterületek környékén volt. Eközben a szíriai és orosz légierők a temető környékét és a Tharda-hegyet lőtték. A nap folyamán a légi bázistól nyugatra emelkedő erőmű az ISIL ellenőrzése alá került. A csoport kőolajjal teli hordókat és abroncsokat gyújtott meg, hogy az így kialakuló füsttel megakadályozzák az állásaik elleni légi támadásokat.10, elfogott katonát aznap kivégeztek.
Január 19-én Al-Rasafa, al-Ommal, al-Mowazzafin, al-Jabilah és Rashdiyyah kerületekben összecsapott az ISIL a Hadsereggel. Ezeken kívül harcokról érkeztek hírek a légi bázis és a Panoráma Körforgalom környékéről is. Al-Mowazzafin, al-Ommal és Rasafa területén, valamint a légi bázis környékén a csoport szerzett területeket.
Január 20-án az ISIL éjszakai támadásokat hajtott végre, melyek fő célpontja a repülőtér volt.
Január 21-én az Orosz Légierő stratégiai bombázókat használt, hogy ezzel is segítse a városban lévő szíriai erőket.
Január 21-én a Szíriai Hadsereg egy ellentámadásban a temető és a Panoráma Körforgalom közelében néhány területet megszerzett.
Január 22-én a Hadsereg visszaverte az ISIL támadását a Panoráma környéken Dajr ez-Zaurtól délre. Később egy ellentámadást indítottak, hogy területeket szerezzenek a temető környékén, és előrébb jussanak a környező hegyekben, többek között megszerezzék a stratégiai jelentőségű temetői hegyet. Január 23-án is heves harcok folytak mindkét környéken, ahol bombázókat is bevetettek. Másnap a jelentések szerint az ISIL területeket szerzett a 137. Dandár környezetében.
Január 23-ról 24-re virradó éjszaka egy közös szíriai-orosz légi együttműködés során 50 szíriai katonát juttattak be az elzárt városba. A műveletben 22 szállító helikopter és több segítő jármű is közre működött.
Január 26-án az Al-Qassem Csoport a Köztársasági Gárda 104. Légvédelmi Dandárral közösen folytatták az összecsapást az ISIL-lel a temetőbirtoklásáért, s végül ennek kétharmadát meg is szerezték.